# ديفيد كارادين
ديفيد كارادين (بالإنجليزية: David Carradine)‏؛ (8 ديسمبر 1936 - 3 يونيو 2009 في بانكوك، تايلاند) كان ممثلا أمريكياً. تحصل على جائزة ساترون 2003 كأفضل ممثل مساند عن دوره في فيلم أقتل بيل. نال شهرة كبيرة في السبعينات من القرن الماضي من خلال دوره في البطولة في المسلسل التلفزيوني كونغ فو.

## وفاته
في 3 يونيو 2009 توفي ديفيد كارادين في غرفة الفندق الذي كان فيه في بانكوك، ولم يتم بعد الكشف عن ملابسات وفاته، بَيد أن أحد المسؤولين في الشرطة التايلاندية رجح أن تكون أسباب الوفاة نتيجة ممارسات جنسية انفراديه خرجت عن السيطرة.

## مواقع خارجية
- ديفيد كارادين على موقع IMDb (الإنجليزية)
- ديفيد كارادين على موقع روتن توميتوز (الإنجليزية)
- ديفيد كارادين على موقع مونزينجر (الألمانية)
- ديفيد كارادين على موقع ألو سيني (الفرنسية)
- ديفيد كارادين على موقع ميوزك برينز (الإنجليزية)
- ديفيد كارادين على موقع تيرنر كلاسيك موفيز (الإنجليزية)
- ديفيد كارادين على موقع أول موفي (الإنجليزية)
- ديفيد كارادين على موقع قاعدة بيانات برودواي على الإنترنت (الإنجليزية)
- ديفيد كارادين على موقع قاعدة بيانات الأفلام السويدية (السويدية)
- ديفيد كارادين على موقع إن إن دي بي (الإنجليزية)